# Antonio Milić
Antonio Milić (Split, 1994. március 10. –) horvát válogatott labdarúgó, a lengyel Lech Poznań hátvédje.

## Pályafutása

### Klubcsapatokban
Milić a horvátországi Split városában született. Az ifjúsági pályafutását a helyi Hajduk Split akadémiájánál kezdte.
2011-ben mutatkozott be a Hajduk Split első osztályban szereplő felnőtt keretében. 2015-ben a belga Oostendéhez, majd 2018-ban az Anderlechthez igazolt. A 2019–20-as szezonban a spanyol Rayo Vallecano csapatát erősítette kölcsönben. 2021. január 10-én szerződést kötött a lengyel első osztályban érdekelt Lech Poznań együttesével. Először a 2021. február 5-ei, Zagłębie Lubin ellen 0–0-ás döntetlennel zárult mérkőzés félidejében, Thomas Rogne cseréjeként lépett pályára. Első gólját 2021. november 28-án, a Warta Poznań ellen hazai pályán 2–0-ra megnyert találkozón szerezte meg.

### A válogatottban
Milić az U16-os, az U17-es, az U19-es és az U21-es korosztályú válogatottakban is képviselte Horvátországot.
2018-ban debütált a felnőtt válogatottban. Először 2018. szeptember 6-án, Portugália ellen 1–1-es döntetlennel zárult barátságos mérkőzés félidejében, Šime Vrsaljkot váltva lépett pályára.

## Statisztikák
2023. március 9. szerint
| Klub                        | Szezon   | Osztály          | Bajnokság | Bajnokság | Kupa  | Kupa | Nemzetközi | Nemzetközi | Összesen | Összesen |
| Klub                        | Szezon   | Osztály          | Meccs     | Gól       | Meccs | Gól  | Meccs      | Gól        | Meccs    | Gól      |
| --------------------------- | -------- | ---------------- | --------- | --------- | ----- | ---- | ---------- | ---------- | -------- | -------- |
| Oostende                    | 2014–15  | Jupiler League   | 8         | 1         | 0     | 0    | —          | —          | 8        | 1        |
| Oostende                    | 2015–16  | Jupiler League   | 33        | 2         | 0     | 0    | —          | —          | 33       | 2        |
| Oostende                    | 2016–17  | Jupiler League   | 30        | 5         | 3     | 0    | —          | —          | 33       | 5        |
| Oostende                    | 2017–18  | Jupiler League   | 36        | 1         | 3     | 0    | 2          | 0          | 41       | 1        |
| Oostende                    | Összesen | Összesen         | 107       | 9         | 6     | 0    | 2          | 0          | 115      | 9        |
| Anderlecht                  | 2018–19  | Jupiler League   | 21        | 0         | 0     | 0    | 4          | 0          | 25       | 0        |
| Rayo Vallecano (kölcsönben) | 2019–20  | Segunda División | 18        | 0         | 3     | 0    | —          | —          | 21       | 0        |
| Lech Poznań                 | 2020–21  | Ekstraklasa      | 9         | 0         | 2     | 0    | —          | —          | 11       | 0        |
| Lech Poznań                 | 2021–22  | Ekstraklasa      | 26        | 4         | 2     | 0    | —          | —          | 28       | 4        |
| Lech Poznań                 | 2022–23  | Ekstraklasa      | 17        | 1         | 2     | 0    | 13         | 1          | 32       | 2        |
| Lech Poznań                 | Összesen | Összesen         | 52        | 5         | 6     | 0    | 13         | 1          | 71       | 6        |
| Összesen                    | Összesen | Összesen         | 198       | 14        | 15    | 0    | 19         | 1          | 232      | 15       |

### A válogatottban
| Válogatott   | Év       | Pályára lépés | Gól |
| ------------ | -------- | ------------- | --- |
| Horvátország | 2018     | 3             | 0   |
| Összesen     | Összesen | 3             | 0   |

## Sikerei, díjai
Lech Poznań
- Ekstraklasa
  - Bajnok (1): 2021–22

- Lengyel Kupa
  - Döntős (1): 2021–22

- Lengyel Szuperkupa
  - Döntős (1): 2022